# Eichenäckerbach
Der Eichenäckerbach ist ein etwa 0,6 km langer Bach bei Hohenstadt in der Sulzdorfer Stadtteilgemarkung von Schwäbisch Hall im Landkreis Schwäbisch Hall im nordöstlichen Baden-Württemberg, der von links in die untere Bühler mündet.

## Geographie

### Verlauf
Der Eichenäckerbach entsteht auf der Haller Ebene neben der Straße von Sulzdorf nach Hohenstadt am Aussiedlerhof mit der Adresse Hohenstadt 20 auf etwa 385 m ü. NHN. Er läuft etwas ostsüdöstlich die Grenze des Hofgrundstückes entlang, dann zwischen zwei Ackergrundstücken in sich langsam einsenkender Mulde etwa ostwärts, dabei begleitet ihn eine anscheinend angepflanzte Baumgalerie. Dicht vor dem Hangwald des steil eingeschnittenen Muschelkalktals der Bühler durchläuft er auf unter 370 m ü. NHN einen etwa 0,2 ha großen, von Bäumen umstandenen Teich. Nach dem Ausfluss quert er den hier am oberen Hangknick laufenden Bühlertalwanderweg an der Burgruine Anhausen und stürzt dann auf einer Strecke von rund 100 Metern in einer kleinen, eher Rinne zu nennenden Klinge über Wasserfälle auf den Kalkbänken den bewaldeten und teils felsigen linken Prallhang der unteren Bühler hinab, in die er dann auf rund 313 m ü. NHN mündet.
Der kurze Eichenhäckerbach hat keine oberirdischen Zuflüsse und fällt sommers oft trocken.

### Einzugsgebiet
Das Einzugsgebiet umfasst etwa 0,3 km², es liegt zur Gänze im Naturraum Hohenloher und Haller Ebene im Teilraum Haller Ebene, zu der hier auch noch der Bühlertaleinschnitt gerechnet wird. Der Bach entsteht in der Lettenkeuperschicht (Erfurt-Formation), die dem erst zuletzt am Klingenlauf am Bühlertalsteilhang sichtbaren Oberen Muschelkalk hier noch aufliegt. Das westliche und nördliche Einzugsgebiet könnte gerade noch etwas Anteil an einer dem tertiären Lettenkeuper im Quartär aufgelagerten Lösssediment-Insel haben.
Auf der Hochebene liegen weit überwiegend Felder, während am unzugänglichen Steilhang der Bühler im Naturschutzgebiet Unteres Bühlertal ein anscheinend unbewirtschafteter lichter Wald mit verstürzten Bäumen steht. Einziger Siedlungsplatz ist der Aussiedlerhof am Bachursprung aus der 2. Hälfte des 20. Jahrhunderts, der wie das ganze Gebiet in der Sulzdorfer Stadtteilgemarkung von Schwäbisch Hall liegt.
Der mit 399,9 m ü. NHN höchste Punkt liegt auf einer Hochebenenkuppe westlich von Hohenstadt am Nordrand; jenseits ihrer läuft eine flache Talrinne bei Jagstrot ebenfalls ostwärts zur Bühler, deren Bach aber schon weit vor dem Hangknick auf der Hochebene in einer Doline verschwindet. Das im Westen an die Einzugsgebietsgrenze stoßende Gebiet entwässert zum Rotbach, der über seinen hinter der südlichen Wasserscheide konkurrierenden Vorfluter Schwarzenlachenbach sein Wasser ebenfalls und bei Anhausen zur Bühler führt.

## Natur und Schutzgebiete
Der Eichenäckerbach verläuft bis zum See in schnurgerader von einer Baumgalerie begleiteter Linie. Im Sommer gibt es aus dem See oft keinerlei Abfluss.
Nach dem See durchquert er am Bühlertalwanderweg den sehr dünnen Streifen des Landschaftsschutzgebietes Bühlertal zwischen Vellberg und Geislingen mit Nebentälern und angrenzenden Gebieten. Am steilen Bühlertalhang danach fließt der Bach im dort die Flusstalmulde umfassenden Naturschutzgebiet Unteres Bühlertal.

### LUBW
Amtliche Online-Gewässerkarte mit passendem Ausschnitt und den hier benutzten Layern: Lauf und Einzugsgebiet des Eichenäckerbachs

Allgemeiner Einstieg ohne Voreinstellungen und Layer: Daten- und Kartendienst der Landesanstalt für Umwelt Baden-Württemberg (LUBW) (Hinweise)
1. 1 2  Höhe nach dem Höhenlinienbild auf dem Hintergrundlayer Topographische Karte.
2. ↑  Länge nach dem Layer Gewässernetz (AWGN).
3. ↑  Einzugsgebiet abgemessen auf dem Hintergrundlayer Topographische Karte.
4. ↑  Seefläche nach dem Layer Stehende Gewässer.
5. ↑  Höhe nach schwarzer Beschriftung auf dem Hintergrundlayer Topographische Karte.
6. ↑  Schutzgebiete nach den einschlägigen Layern, Natur teilweise nach dem Layer Biotop.

### Andere Belege
1. ↑  Wolf-Dieter Sick: Geographische Landesaufnahme: Die naturräumlichen Einheiten auf Blatt 162 Rothenburg o. d. Tauber. Bundesanstalt für Landeskunde, Bad Godesberg 1962. → Online-Karte (PDF; 4,7 MB)
2. ↑  Geologie grob nach: Mapserver des Landesamtes für Geologie, Rohstoffe und Bergbau (LGRB) (Hinweise)